# Sainte-Foy, Seine-Maritime
Sainte-Foy är en kommun i departementet Seine-Maritime i regionen Normandie i norra Frankrike. Kommunen ligger i kantonen Longueville-sur-Scie som tillhör arrondissementet Dieppe. År 2022 hade Sainte-Foy 629 invånare.

## Befolkningsutveckling
Antalet invånare i kommunen Sainte-Foy
| Referens: INSEE |